# Abass Bonfoh
Abass (El Hadj) Bonfoh (* 23. November 1948 in Kabou, Präfektur Bassar; † 29. oder 30. Juni 2021) war ein togoischer Politiker. Er war vom 25. Februar bis zum 4. Mai 2005 kommissarisch Präsident des Landes.

## Leben und Wirken
Sein Geburtsort Kabou liegt 380 Kilometer nördlich der Hauptstadt Lomé.
Er wurde von der Nationalversammlung des Staates nach dem Rücktritt von Faure Gnassingbé am 25. Februar 2005 für 60 Tage zum Übergangspräsidenten bis zur nächsten Wahl am 24. April 2005 gewählt. Er ist Mitglied der Regierungspartei und stellvertretender Parlamentspräsident. Die Wahl Bonfohs war umstritten, da nach der Verfassung Togos eigentlich der Präsident der Nationalversammlung, Fambaré Ouattara Natchaba der rechtmäßige Nachfolger Gnassingbés gewesen wäre. Bonfoh kündigte an, das Werk Gnassingbés fortzusetzen: er wolle sowohl die Demokratisierung als auch die Entwicklung des Landes vorantreiben. Da Gnassingbé allerdings vor allem deswegen zurücktrat, weil er unter öffentlicher Kritik wegen seiner mangelnden Demokratisierung stand, wurden Bonfohs Äußerungen skeptisch aufgenommen. Sein Amtsantritt wurde mit Demonstrationen und brennenden Barrikaden in Lomé begrüßt. Nach der Neuwahl des Präsidenten am 24. April erklärten sich sowohl Gnassingbé als auch der Spitzenkandidat der Opposition, Emmanuel Bob-Akitani, zum Sieger und Bonfoh blieb zunächst im Amt, das er erst am 4. Mai, nach erfolglos gebliebenen Protesten der Opposition, die die Wahl für manipuliert hielt, zugunsten des Regierungskandidaten aufgab.